# Corro (juego)

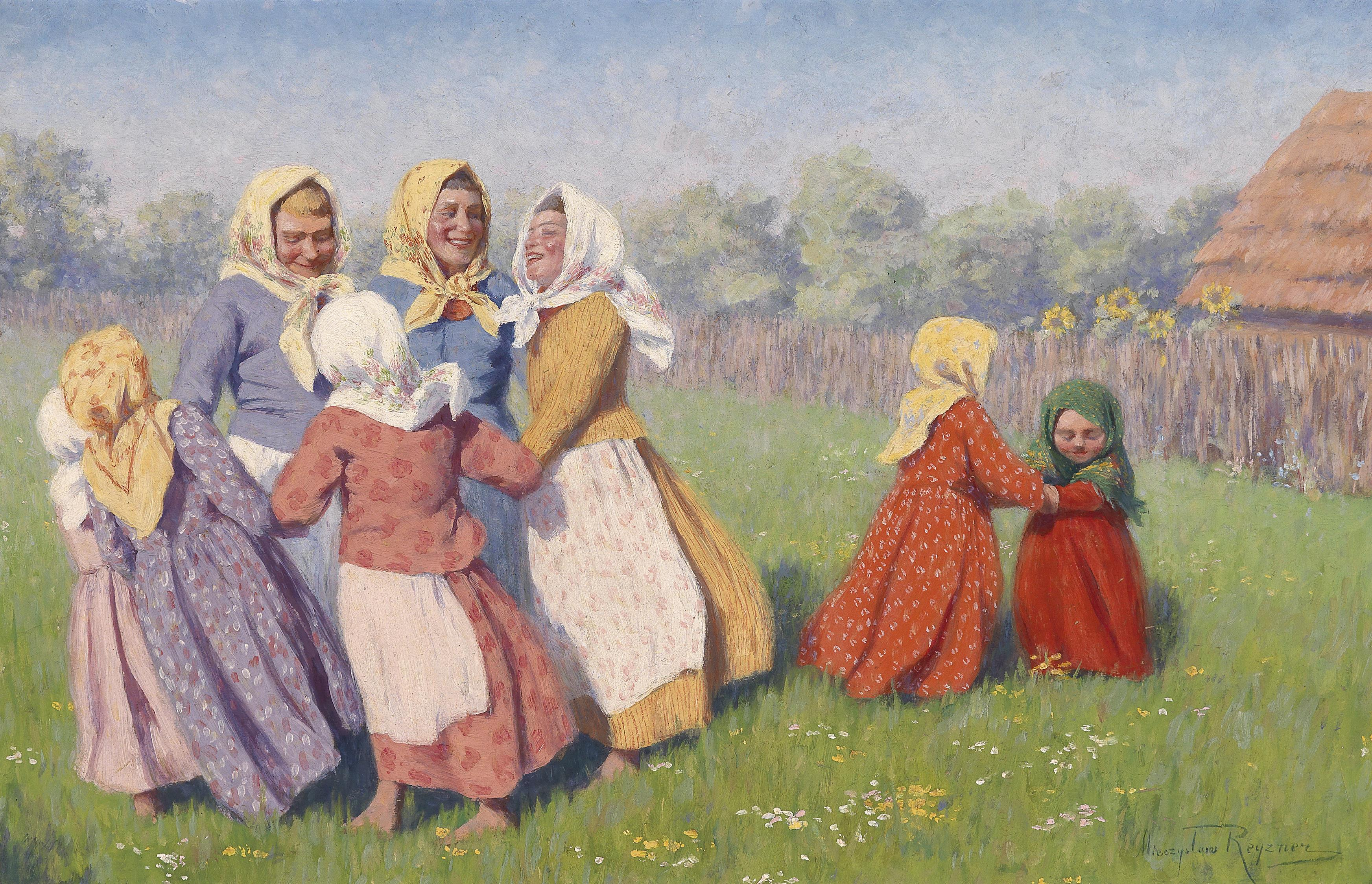
Baile del corro por el pintor polaco Mieczyslaw Reyzner, hacia 1900.

El corro, hacer o jugar al corro es un entretenimiento infantil en el que los que los participantes, que suelen ser niñas y niños de entre 5 y 10 años, se cogen de la mano formando un círculo mientras cantan una canción, y al tiempo que realizan diferentes gestos que suelen referirse al texto de la misma. También se denomina corro a un grupo de personas enlazadas que dan vueltas. El nombre del juego suele ser el primer verso de la canción o de su estribillo. No hay un número de jugadores establecido. La canción, acompañada de gestos, se repite varias veces.
En la cultura tradicional española pueden citarse Al corro de la patata, A la rueda, rueda, La chata Merengüela, El patio de mi casa o el juego o Corro chirimbolo.

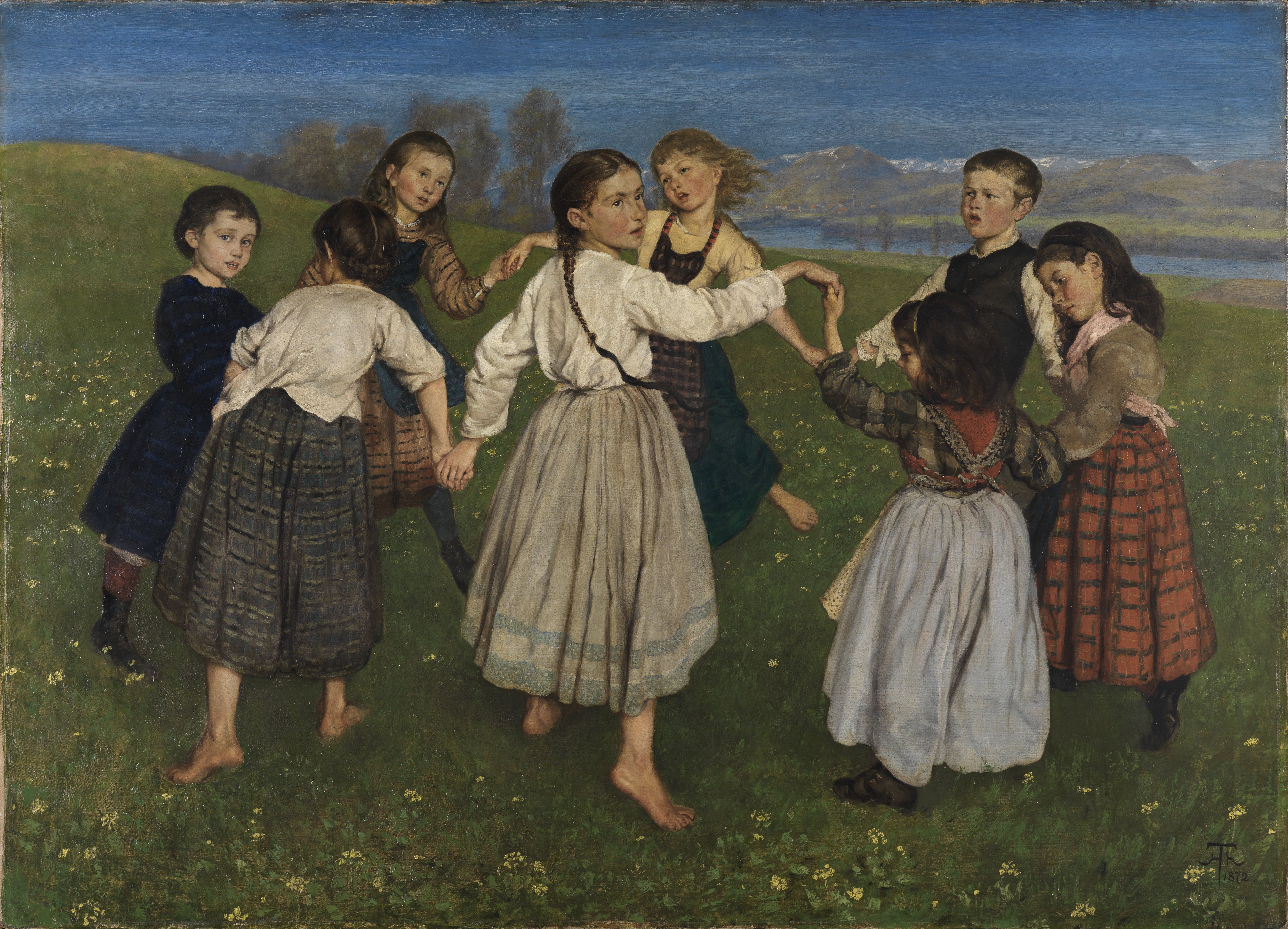
Cuadro de Hans Thoma (1872)
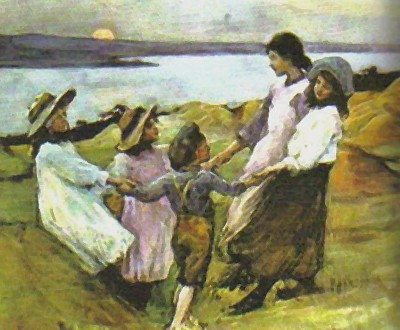
Cuadro de Elizabeth Adela Forbes (1880)
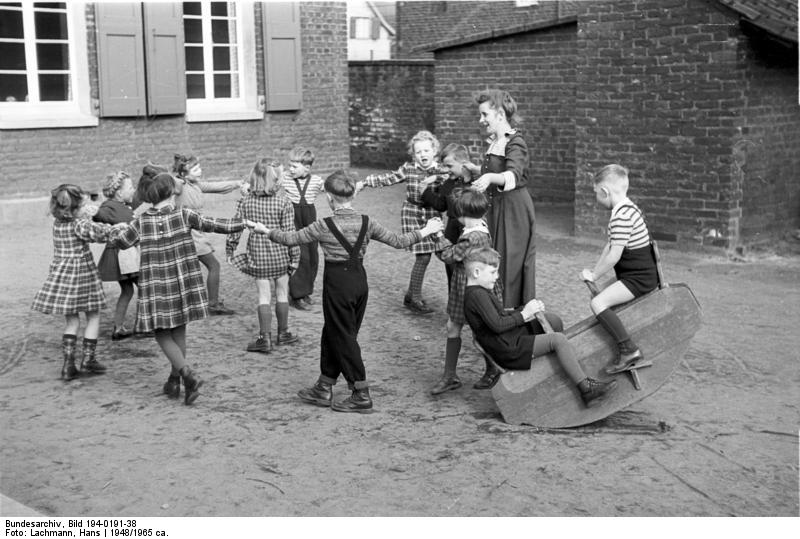
Niños alemanes en 1948
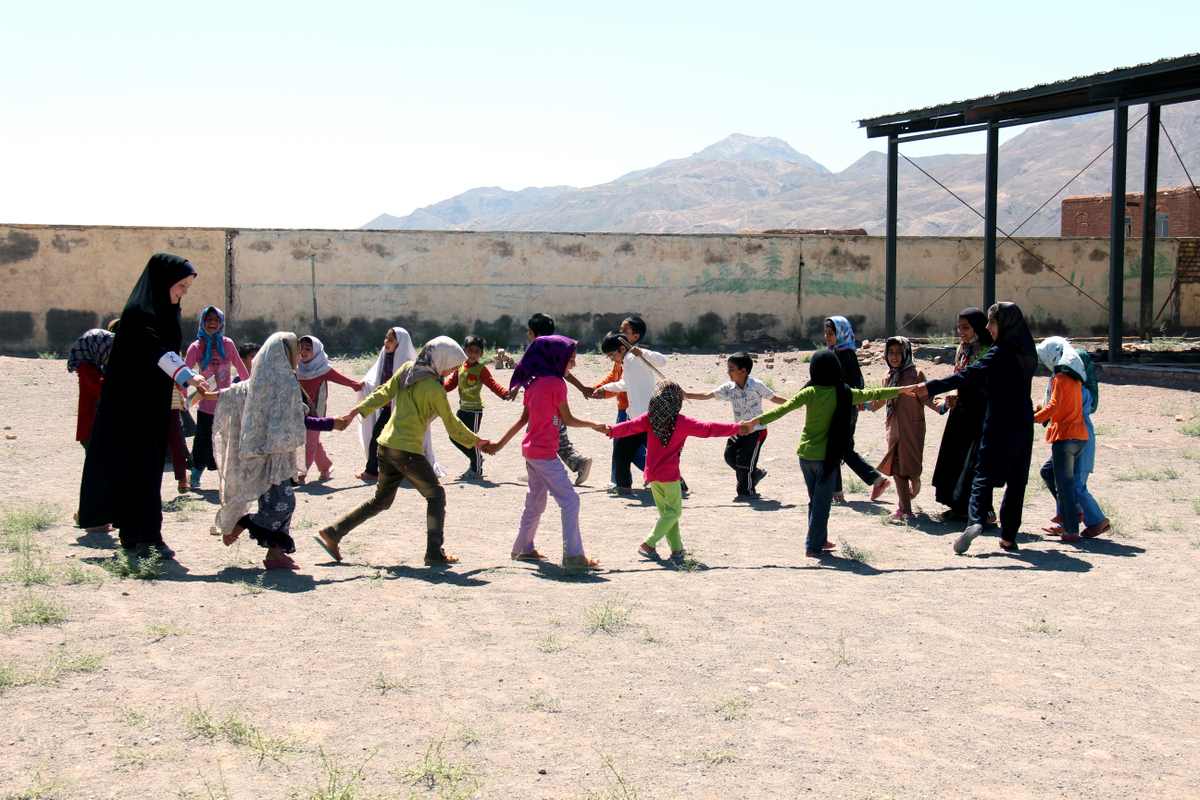
Niños iraníes en 2014
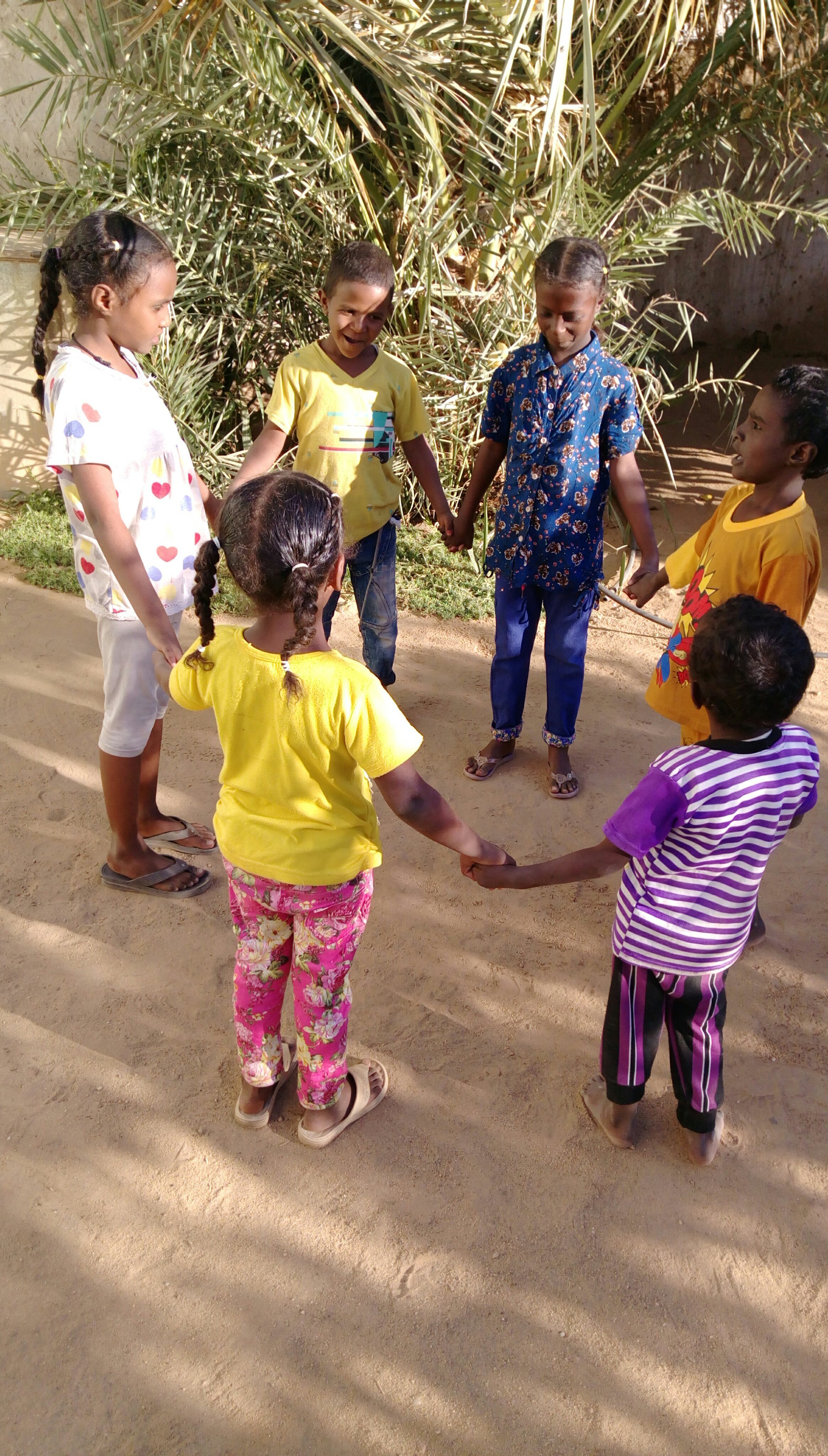
Niños sudaneses en 2019